# جوناثان كيتينغ
جوناثان كيتينغ (بالإنجليزية: Jonathan Keating)‏ هو رياضياتي بريطاني، ولد في 20 سبتمبر 1963.